# Jules Noël (athlétisme)
Pour les articles homonymes, voir Jules Noël et Noël (homonymie).

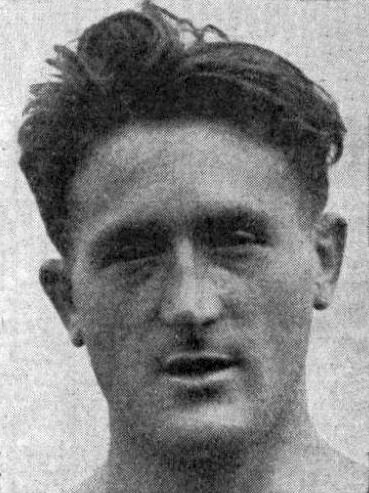
Jules Noël avant-guerre (vers 1938).

Jules François Joseph Noël (27 janvier 1903 à Norrent-Fontes (Pas-de-Calais) -  Mort pour la France le 19 mai 1940 pendant la Seconde Guerre mondiale), est un athlète français de 1,90 m pour 90 kg, spécialiste du lancer du disque et du lancer du poids au Stade français.

## Biographie
D'abord ouvrier à Isbergues depuis l'âge de 13 ans, Jules Noël s'engage dans l'armée française en 1924. Sa carrure remarquable lui donne des dispositions pour l’athlétisme. Il fait des études à l'école de Joinville-le-Pont, où il deviendra rapidement moniteur. Entraîné par Gajan —lui-même un ancien de Joinville—, il entre au Stade français en 1927. Il sert ensuite en qualité de maître d’armes, puisqu’il était brillant escrimeur. Il rencontre Paul Winter avec lequel il se liera d'amitié dans une émulation sportive qui ne sera interrompue que par la Seconde Guerre mondiale.
C’est le début d’une carrière éblouissante, couronnée par  un grand nombre de sélections internationales, de titres de Champion de France et de records nationaux en lancer de poids et du disque. Jules Noël sera pendant une dizaine d’années capitaine de l’équipe de France d’athlétisme. Il est sacré six fois champion de France de lancer de disque et décroche neuf titres nationaux au lancer du poids.
Sa première rencontre officielle a lieu en mai 1926. Son principal adversaire sur le sol français au poids fut dès 1928 l'Alsacien Winter, également du Stade français (43 fois international).
Il fut sélectionné aux Jeux olympiques d'été de 1928 et fut porte-drapeau de l'équipe de France aux Jeux olympiques d'été de 1932 à Los Angeles et de 1936 à Berlin. On le voit à cette occasion devancer la délégation française dans le reportage de Leni Riefenstahl : Les Dieux du stade, inséré au film de Gérard Oury, L'As des as.
En 1934, il revient à la vie civile, et part pour la Suisse, puisque sollicité par l’École d’escrime de Berne dont il prend la direction. Il défend cependant toujours les couleurs tricolores lors des manifestations sportives.
La mobilisation de 1939 le rappelle à Joinville, mais son esprit patriotique lui impose un service dans une unité combattante. Grièvement blessé en 1940 à Cambrai alors qu'il a le grade de sous-lieutenant, il périt dans l'ambulance qui le rapatrie vers l'arrière sous les bombardements ennemis. Il fut inhumé à Cambrai, puis à Haubourdin. C’est depuis 1956 que son corps repose au cimetière de Norrent-Fontes, son village natal.

## Palmarès
- 42 sélections internationales.
- 4 fois recordman de France.

### Jeux olympiques
Aux jeux de 1928 :
- disque : 22e avec 40,23 m

Aux jeux de 1932 :
- poids : 8e avec 14,53 m
- disque : 4e avec 47,74 m

Aux jeux de 1936 :
- poids : NC
- disque : 12e avec 44,56 m

### Championnats d’Europe
1934 Turin ( ITA )
- Poids : 10e avec 14,00 m
- Disque : 7e avec 45,02 m

1938 Colombes ( FRA ) 
- Poids : 9e avec 14,35 m
- Disque : 7e avec 46,60 m

### Rencontres internationales
Jules noël a participé à 36 autres rencontres entre nations européennes (entre 1928 et 1939), ainsi qu'à une rencontre Japon-France, à Dairen en septembre-octobre 1928.
Il a été à 10 reprises le vainqueur au poids, à 17 reprises du lancer du disque.
Il a épisodiquement lancé le javelot et le marteau.
Il a remporté ses épreuves de lancer lors de France-Angleterre en 1929, 1930, 1935, 1937 et 1938.
Il a remporté ses épreuves de lancer lors de France-Belgique en 1929, 1930 et 1931 (poids).
Il a remporté ses épreuves de lancer lors de France-Allemagne en 1929, 1930 et 1938.
Il a remporté ses épreuves de lancer lors de France-Italie-Suisse en 1928 et 1929.
Il a remporté ses épreuves de lancer lors de France-Finlande en 1929.
Il a remporté ses épreuves de lancer lors de France-Pologne en 1938.
Il a remporté ses épreuves de lancer lors de France-Pays-Bas en 1939.

### Championnat de France d'athlétisme
Jules Noël fut à 9 reprises champion de France au lancer du disque (de 1928 à 1930, 1932, 1934,1936, 1937, 1938 et 1939).
Jules Noël fut à 6 reprises champion de France au lancer du poids (en 1929, 1930, 1936, 1937, 1938 et 1939, vice-champion en 1927).

### Championnat de France d'escrime
Jules Noël fut champion de France des maîtres d'armes (fleuret, épée et sabre).

## Honneurs

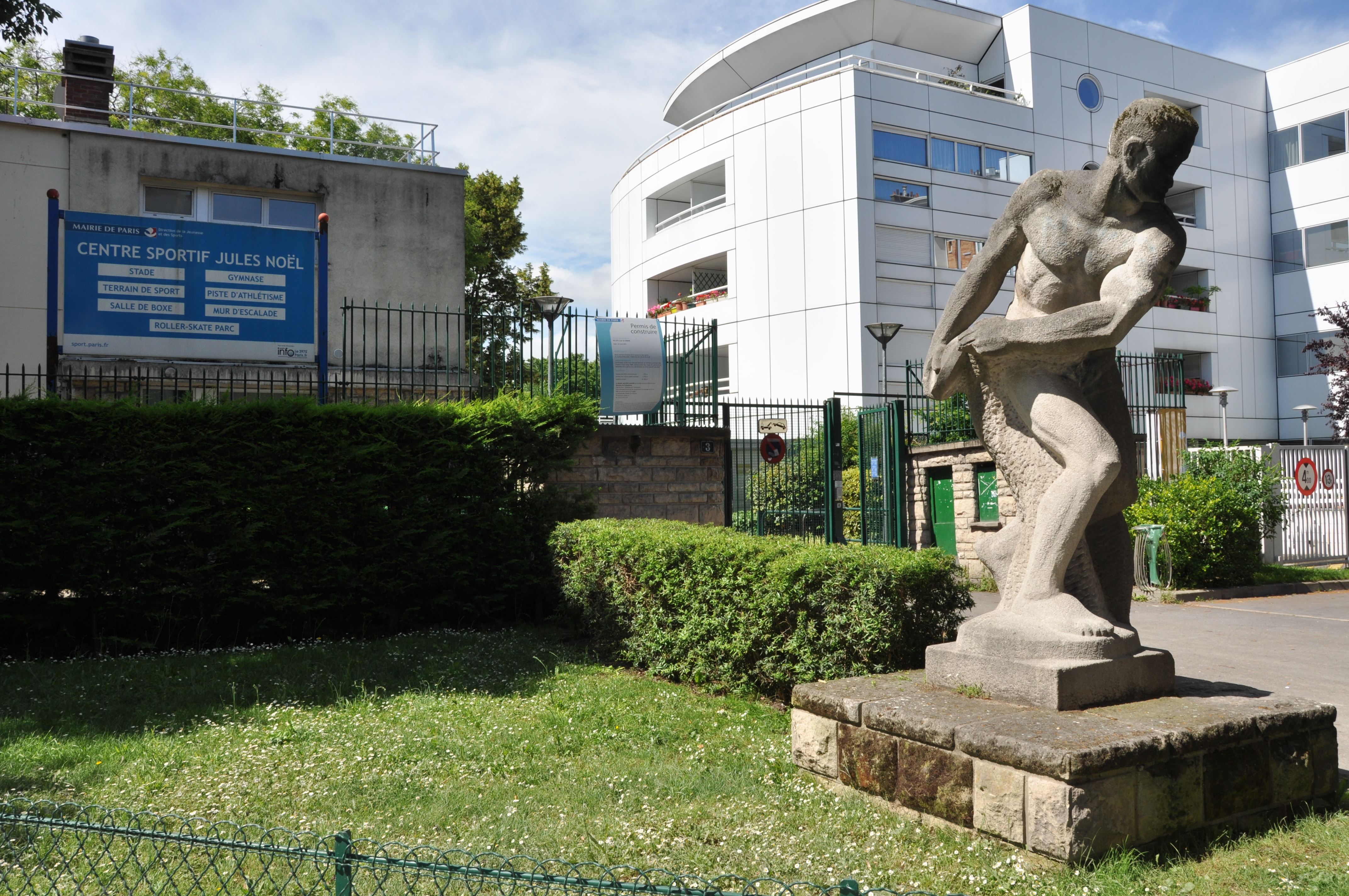
Centre sportif Jules-Noël, Paris 14e.

- Le village de Norrent-Fontes garde de lui une rue Jules-Noël.
- La ville de Lillers possède, boulevard de Paris, une salle Jules-Noël.
- Le stade Jules-Noël (3, avenue Maurice-d'Ocagne, à Paris 14e) lui est dédié.
- Il fut cité à l’ordre de la Nation, décoré, à titre posthume, de la médaille militaire, de la croix de guerre 1939-1945 et titulaire de la croix de chevalier de la Légion d’honneur.